# Jürgen Stegemann
Jürgen Stegemann (* 1929; † 17. April 2007 in Liblar) war ein deutscher Physiologe und Hochschullehrer.

## Leben
Stegemann begann seine wissenschaftliche Laufbahn am Institut für Physiologie und Pathophysiologie der Friedrich-Alexander-Universität Erlangen. Dort forschte er unter Otto Friedrich Ranke insbesondere zum Thema Sinnesorgane. Anschließend war er am Max-Planck-Institut für Arbeitsphysiologie der Universität Dortmund in der Arbeitsgruppe von E. A. Müller sowie unter Max Schneider an der Universität zu Köln tätig. Dort befasste er sich mit physiologischen Auswirkungen körperlicher Belastung.
Von 1968 bis 1993 war Stegemann Professor am Institut für Physiologie und Anatomie an der Deutschen Sporthochschule Köln (DSHS). Nach Einschätzung Dieter Bönings wurde Stegemann zu einer der „prägenden Gestalten“ der Sporthochschule.
Zu seinen Forschungsschwerpunkten zählten die Leistungsphysiologie, Schwerelosigkeit und Weltraumphysiologie. Stegemann war Verfasser des in mehreren Auflagen erschienenen Buches „Leistungsphysiologie“. Er setzte in seiner Arbeit bereits früh auf computergesteuerte Messverfahren.
Ab 1983 gehörte er zu den Wissenschaftlern, die an der Planung und Entwicklung des physiologischen Messsystems ESA-Anthororack der Europäischen Weltraumagentur mitarbeiteten. 1985 war Stegemann als wissenschaftlicher Koordinator für die biowissenschaftlichen Experimente an der deutschen D-1-Weltraummission beteiligt. 1994 wurde er mit der Silbermedaille der Deutschen Sporthochschule ausgezeichnet.